# Мариньо, Сантьяго
Сантьяго Мариньо Кэридж (исп. Santiago Mariño Carige, 25 июля 1788 — 4 сентября 1854) — южноамериканский военный и политический деятель, один из героев борьбы за независимость Венесуэлы.

## Биография
Родился в 1788 году в деревне Эль-Валье-дель-Эспириту-Санто, что неподалёку от Порламара на острове Маргарита; его родителями были капитан милиции Сантьяго Мариньо-де-Акунья и креолка ирландского происхождения Атанасия Кэридж Фицджеральд. Пока он был ребёнком, семья проживала на острове Тринидад (который в 1797 году перешёл под британскую юрисдикцию), но после того, как в 1808 году умер отец, семья переехала на Маргариту, чтобы принять во владение его наследство.
19 апреля 1810 года в Каракасе была создана революционная хунта, к которой присоединились и другие города Венесуэлы. По поручению властей города Кумана молодой Сантьяго Мариньо был направлен на Тринидад, чтобы попытаться получить от губернатора Томаса Хислопа поддержку дела революционеров; там ему удалось пресечь контрреволюционную деятельность Андреса Левела де Годы. В 1812 году участвовал в экспедиции полковника Мануэля Вильяполя против повстанцев в Гвианском нагорье, и за отличия в боях был произведён в подполковники. Несколько месяцев спустя был назначен командующим войсками в Гюирии, сумел защитить этот город от роялистов, и был произведён в полковники. После падения Первой республики эмигрировал на Тринидад, а затем, учитывая ситуацию в Венесуэле, сложившуюся из-за деятельности губернатора Доминго де Монтеверде, перебрался на остров Чакачакаре, где имелась собственность его сестры Консепсьон.
11 января 1813 года состоялась встреча Сантьяго Мариньо и 44 других патриотов, эмигрировавших с ним на Тринидад, на которой они решили освободить восток Венесуэлы от испанского владычества; его сестра Консепсьон была секретарём встречи, и потому сохранился документ, известный как «Акт Чакачакаре», подписанный Сантьяго Мариньо. После этого революционеры во главе с Сантьяго Мариньо пересекли пролив, отделявший остров от побережья Венесуэлы, и освободили от испанского владычества город Гюирия, основной гарнизон которого, на их счастье, был недавно выведен в другое место. Вести об их успехе быстро распространились, и вскоре под началом Мариньо было уже 5 тысяч человек, которых он вооружил и экипировал за счёт захваченных в Гюирии припасов. В ходе последовавшей шестимесячной Восточной кампании Мариньо освободил от испанцев восток Венесуэлы. 6 августа 1813 года Боливар взял Каракас и провозгласил восстановление Венесуэльской республики, однако Мариньо, базировавшийся в Кумане, не признал его главенства, и продолжал действовать независимо. Тем не менее Боливар и Мариньо воевали против роялистов бок-о-бок, однако в итоге в 1814 году были разбиты Хосе Томасом Бовесом.
После падения Второй республики Мариньо вместе с Боливаром отправился в Картахену, а оттуда на Ямайку и Гаити. Раскол между двумя вождями революционного движения разрастался и углублялся. В итоге, когда они вновь высадились на материке, Боливар был вынужден назначить Мориньо главнокомандующим всех сил на востоке страны.
В 1819 году Мариньо в качестве представителя провинции Кумана принял участие в конгрессе в Ангостуре, на котором было провозглашено создание государства Колумбия. После прибытия Боливара в Ангостуру Мариньо был введён в состав генерального штаба, а 30 мая 1821 года был назначен начальником генерального штаба Освободительной армии, и в этом качестве участвовал в решающем сражении при Карабобо, обеспечившем независимость Венесуэлы от Испании.
В 1824 году Мариньо был назначен председателем военного трибунала, который должен был судить бригадного генерала Лино де Клементе за поражение при Маракайбо в 1823 году. В 1826 году Конгресс назначил его членом Верховного суда, однако как раз в это время началась Ла-Косиата, в результате которой произошло выделение Венесуэлы в независимое государство.
Во время первого президентства Паэса Мариньо был министром армии и флота, в 1832 году основал Военную академию математики. В 1834 году принял участие в президентских выборах, но проиграл Варгасу. В 1835 году возглавил Революцию Реформ, во время которой отправил 9 июля президента Варгаса и вице-президента Нарварте в изгнание на датский остров Сент-Томас. Хотя все члены Революционной Хунты провозгласили Мариньго «главным начальником» (Jefe Supremo), однако он сам провозгласил «верховным начальником» (Jefe Superior) Паэса, а Паэс предпочёл признать конституционное правительство и вернул Варгаса. В 1836 году уже Мариньо был вынужден отправиться в изгнание. Он жил на Кюрасао, Ямайке, Гаити, а в итоге поселился в Колумбии.
Мариньо вернулся в Венесуэлу в 1848 году, когда президент Монагас пригласил его возглавить армию против восставшего Паэса. После разгрома Паэса Мариньо остался в стране, и скончался в Ла-Виктории в 1854 году. В 1877 году его останки были помещены в Национальный Пантеон.